# تعامل‌پذیری معنایی
تعامل‌پذیری معنایی (به انگلیسی: Semantic interoperability) یا هم‌کنش‌پذیری معنایی به معنی توانایی سامانه‌های رایانه‌ای برای مبادله کردن داده، همراه با معنای مشترک و غیر مبهم است. تعامل‌پذیری معنایی یک نیازمندی برای امکان‌پذیرکردن منطق، استنباط، اکتشاف دانش، و همبست‌کردن (فدراسیون‌سازی) داده بین سامانه‌های اطلاعاتی است.
تعامل‌پذیری معنایی علاوه بر بسته‌بندی داده (یا نحو)، به صورت همزمان با انتقال معنا با داده (معناشناسی) هم مرتبط است. دومی از طریق اضافه کردن داده مرتبط با داده (فراداده)، انجام می‌شود که هر عنصر داده را به یک دایره واژه مشترک و کنترل شده پیوند می‌دهد. معنای داده همراه با خود داده منتقل می‌شود، این معنا در یک «بسته اطلاعاتی» خود توصیف‌گر قرار دارد که مستقل از هر سامانه اطلاعاتی است. برای ایجاد پایه و توانایی تفسبر، استنتاج، و منطق ماشینی، نیاز به یک دایره واژه مشترک است که پیوندهایی به یک هستی‌شناسی دارد.
تعامل‌پذیری نحوی یک پیش‌نیاز برای تعامل‌پذیری معنایی است. تعامل‌پذیری نحوی به بسته‌بندی و سازوکارهای انتقال داده اشاره می‌کند. در زمینه مراقبت سلامت، برای بیش از سی سال از NHL استفاده می‌شد، (NHL قبل از فناوری‌های وب و اینترنت ارائه شد) و از نویسه پایپ (|) به عنوان جداکننده استفاده می‌کرد. استاندارد فعلی در اینترنت برای نشان‌گذاری اسناد XML می‌باشد، که برای جداسازی داده از "<>" استفاده می‌کند. جداسازهای داده برای هیچ معنای جداگانه‌ای برای داده ندارند، غیر از آنکه به داده ساختار می‌دهند. اگر از یک لغت‌نامه داده برای ترجمه محتوای جداسازها استفاده نشود، خود داده بدون معنی باقی می‌ماند. درحالیکه تلاش‌های زیادی برای ساخت دیکشنری داده و ساخت مدل‌های اطلاعاتی برای همبسته‌شدن با این سازوکارهای بسته‌بندی داده وجود دارد، هیچ‌کدام از این تلاش‌ها برای پیاده‌سازی عملیاتی نبوده‌اند. نتیجهٔ این تلاش‌ها فقط «پیابندسازی» داده را یک کار همیشگی کرده‌است، و ناتوانی برای انتقال داده همراه با معنا را یک عمل همیشگی ساخته‌است.
از زمان معرفی مفهوم وب معنایی توسط تیم برنرز-لی در سال ۱۹۹۹، استانداردهای ائتلاف وب جهان‌گستر (W3C) توجه فزاینده‌ای به تهیهٔ امکانات تبادل داده معنایی در مقیاس وب، همبست‌کردن (فدراسیون‌سازی) و امکانات استنتاج کرده‌اند.

## تعامل‌پذیری معنایی به عنوان تابعی از تعامل‌پذیری نحوی
تعامل‌پذیری نحوی که مثلاً توسط استاندارهای XML یا SQL تهیه شده‌اند نوعی پیش‌نیاز برای تعامل معنایی اند. تعامل‌پذیری معنایی شامل قالب داده مشترک، و پروتکل‌های مشترکی برای ساختاردهی به انواع داده می‌باشند، که در نتیجه آن نحوه پردازش اطلاعات از ساختار آن قابل تفسیر می‌باشد. این کار همچنین تشخیص خطاهای نحوی را ممکن می‌سازد، و به سامانه‌های گیرنده امکان می‌دهد تا اگر پیامی را خراب یا ناکامل تشخیص داد، به فرستنده درخواست ارسال مجدد آن را بدهد. اگر نحو ناصحیح باشد یا در نمایش داده ناتوان باشد، تعامل‌پذیری معنایی هم غیرممکن است. با این حال، اطلاعات نمایش داده شده به یک نحو، در بعضی حالات می‌تواند به صورت دقیق به نحو متفاوتی ترجمه گردد. اگر ترجمه دقیق نحوها امکان‌پذیر باشد، سامانه‌هایی که از نحوهای متفاوتی استفاده می‌کنند، توانایی تعامل دقیق را دارند. در بعضی حالات، توانایی ترجمه دقیق اطلاعات بین سامانه‌ها توسط نحوهای مختلف، تنها یک طرفه است و این موضوع هنگامی رخ می‌دهد که صوری‌سازی‌های استفاده شده قابلیت‌بیان (توانایی بیان اطلاعات) متفاوتی داشته باشند.
وجود یک هستی‌شناسی منفرد که شامل نمایش هر اصطلاحی باشد که در هر کاربردی استفاده شده‌است، معمولاً غیرممکن تصور می‌شود، زیرا معمولاً به سرعت اصطلاحات جدیدی ساخته می‌شود یا معنای جدیدی به همان اصطلاح قدیمی منتسب می‌شود. با این حال، اگرچه پیشبینی آنچه که هر مفهومی که یک کاربر می‌خواهد در یک رایانه نمایش دهد، غیرممکن است، امکان آن وجود دارد که یک مجموعه محدود از نمایش مفاهیم «بنیادین» را بیابیم که توانایی اتصال را دارند تا هر کدام از مفاهیم اختصاصی‌تری که کاربران ممکن است برای مجموعه کاربرد خاصی به آن نیاز داشته باشند (یا هستی‌شناسی‌های اختصاصی) را بسازند. داشتن یک هستی‌شناسی بنیادین (که به آن هستی‌شناسی بالایی هم گفته می‌شود) که شامل همه عناصر بنیادینی است که پایه دقیقی برای تعامل‌پذیری معنایی عمومی فراهم می‌کند، و به کاربران امکان تعریف هر اصطلاح جدید مورد نیاز خودش را به کمک فهرست ابتدایی عناصر هستی‌شناسی می‌دهد، و هنوز این اصطلاحات تازه تعریف شده امکان تفسیر صحیح در سامانه‌های رایانه‌ای دیگر را دارد که توانایی تفسیر هستی‌شناسی بنیادین اصلی را دارند، بسیار مفید است. این سؤال که «آیا تعداد این نوع نمایش مفهوم بنیادین محدود است یا به صورت غیر محدود گسترش خواهد یافت» سؤالی است که تحت بررسی فعالانه قرار دارد. اگر محدود باشد، آنوقت یک هستی‌شناسی بنیادین استوار برای پشتیبانی از تعامل‌پذیری معنایی عمومی و دقیق قابل ایجاد است و این کار پس از آنکه تعدادی هستی‌شناسی بنیادین ابتدایی توسط انواع مختلف کاربران آزمون و استفاده شد، ایجاد خواهد شد. در حال حاضر هیچ هستی‌شناسی بنیادینی وجود ندارد که توسط جامعه بزرگی قبول گردد، بنابراین این نوع هستی‌شناسی بنیادین استوار شاید در آینده دیده شود.

## واژه‌ها و معانی
یک فهم غلط همیشگی که در بحث معناشناسی رخ می‌دهد «اشتباه گرفتن واژه‌ها با معانی» است. معنی واژه‌ها تغییر می‌کند (گاهی اوقات به سرعت). اما یک زبان صوری مثل آنچه که در یک هستی‌شناسی استفاده شده‌است، معانی (معنی‌شناسی) برای مفاهیم را جوری رمزدهی می‌کند که دیگر تغییر نمی‌کند. برای تعیین آنکه معنی یک واژه خاص (یا اصطلاح در یک پایگاه داده) چیست، لازم است تا هر نمایش مفهوم ثابت شده در یک هستی‌شناسی را با واژه(ها) یا یا اصطلاح(ها) یی برچسب‌گذاری کنیم که می‌توانند به آن مفهوم اشاره کنند. وقتیکه چندین واژه به یک مفهوم (ثابت) در زبان اشاره کنند، به آن هم‌معنا (مترادف) می‌گویند، و اگر یک واژه برای اشاره به بیش از یک مفهوم به کار رود، به آن ابهام می‌گویند. ابهام و هم‌معنا در بین معیارهایی است که فهم رایانه‌ای زبان را بسیار دشوار می‌سازند. استفاده از واژه‌ها برای اشاره به مفاهیم (معنی واژه‌های استفاده شده) بسیار به «بافت»، و «هدف هر استفاده بسیاری از اصطلاحات انسان-خواندنی» حساس است. استفاده از هستی‌شناسی‌ها برای پشتیبانی از تعامل‌پذیری معنایی به دلیل آن است که مجموعه ثابتی از مفاهیم تهیه می‌بیند که معنا و روابط آن‌ها استوار است و قابل پذیرش توسط کاربران است. عمل تعیین آنکه کدام اصطلاح در کدام بافت (هر پایگاه داده یک بافت جدا است) از عمل تولید هستی‌شناسی جدا می‌شود، و باید توسط طراح پایگاه داده، یا طراح فرم ورود داده، یا توسعه‌دهنده برنامه برای فهم زبان انجام شود. موقعی که معنی یک واژه استفاده شده در یک بافت تعامل‌پذیر تغییر کند، آنوقت برای حفظ تعامل‌پذیری لازم است تا اشاره‌گر به عناصر هستی‌شناسی که معنی آن واژه را تعیین می‌کند هم تغییر کند.

## نیازمندی‌های نمایش دانش و زبان‌ها
یک زبان نمایش داده باید به اندازه کافی رسا باشد تا «تفاوت‌های جزیی معنایی» در زمینه‌های شناخته شده را توصیف کند. حداقل پنج مرحله از پیچیدگی برای این زبان‌ها وجود دارد.
برای داده‌های عمومی و نیمه‌ساخت‌یافته می‌توان از زبان‌های همه منظوره مثل XML استفاده کرد.
زبان‌های با توانایی کامل از منطق گزاره‌ای مرتبه اول ممکن است برای خیلی از کارها نیاز باشد.
زبان‌های انسانی بسیار رسا هستند ولی برای ایجاد تفسیر دقیق مورد نیاز (با توجه به سطح فعلی فناوری زبان انسانی) بسیار مبهم درنظر گرفته می‌شوند.

## نیازی به توافق قبلی نیست
تعامل‌پذیری معنایی از دیگر فرم‌های تعامل‌پذیری به این شیوه تفکیک می‌شود که ببینیم «آیا اطلاعات منتقل شده، در فرم انتقالی‌شان، شامل همه معناهایی که برای سامانه گیرنده لازم هستند تا آن را یه صورت صحیح تفسیر کنند، می‌باشد، حتی در موقعی که الگوریتم‌های استفاده شده توسط سامانه گیرنده برای سامانه فرستنده ناشناخته است». ارسال یک عدد را درنظر بگیرید:
اگر آن عدد برای جمع پول قرض داده شده توسط یک شرکت به شرکت دیگر درنظر گرفته شده باشد، به معنی ضمنی انجام عمل یا انجام ندادن یک عمل برای هر دو عضوی است که آن را ارسال می‌کند و هم عضوی است که آن را دریافت می‌کند.
این پیام در صورتی درست تفسیر می‌شود که در جواب به یک درخواست خاص ارسال شود، و نیز در زمان و قالب مورد انتظار دریافت گردد. این تفسیر صحیح فقط به خود عدد بستگی ندارد، زیرا خود عدد ممکن است به بیش از یک میلیون نوع اندازه‌گیری کمی را نمایش دهد، بلکه بیشتر موکداً به شرایط انتقال بستگی دارد. یعنی تفسیر هم به سامانه‌ها مرتبط است که انتظار دارند که الگوریتم‌ها در دیگر سیستم‌ها آن عدد را در معنی مناسبی استفاده می‌کنند؛ و همچنین به کل نامه انتقالی بستگی دارد، که نامه‌بندی قبل از انتقال واقعی عدد خالص انجام می‌شود. در نقطه مقابل، اگر سامانه انتقالی نفهمد که چگونه اطلاعات توسط دیگر سامانه‌ها استفاده می‌شود، لازم است تا یک توافق مشترک روی نحوه‌ای که اطلاعات با معنای بخصوص (بیرون از بسیاری از دیگر معانی) در یک ارتباط دیده خواهد شد. برای یک عمل خاص، یک راه‌حل استانداردسازی یک فرم است، مثلاً فرم درخواست پرداخت؛ این درخواست باید در یک روش استاندارد همه اطلاعات مورد نیاز برای ارزیابی آن را رمزگذاری کند؛ مثل عاملی که پول را بدهکار است؛ عاملی که پول را بده داده‌است؛ طبیعت عملی که منجر به قرض شده‌است؛ عامل‌ها، کالاها، سرویس‌ها، و دیگر مشارکت‌کنندگان در عمل، زمان عمل، میزان قرض و واحد پولی که قرض در آن واحد شمرده می‌شود؛ زمان مجاز پرداخت؛ فرم مورد نیاز پرداخت؛ و دیگر اطلاعات. موقعی که دو یا بیشتر سامانه روی نحوه تفسیر اطلاعات در همچنین درخواستی موافقت کردند، می‌توانند برای آن نوع بخصوص معامله به تعامل‌پذیری معنایی برسند. به صورت کلی برای تعامل‌پذیری معنایی نیاز است تا راه‌های استانداردی برای توصیف معنای موارد بسیار بیشتری نسبت به فقط معامله تجاری فراهم گردد، و تعداد مفاهیمی که نمایش آنها باید مورد توافق قرار گیرد حداقل چندین هزار مفهوم می‌باشد.

## پژوهش روی هستی‌شناسی
نحوه رسیدن به تعامل‌پذیری معنایی برای بیش از چند سناریوی محدود هم‌اکنون موضوع پژوهش و بحث است. برای مسئله تعامل‌پذیری معنایی کلی، چند قالب هستی‌شناسی بنیادین (هستی‌شناسی بالایی) نیاز است که برای ایجاد تعریف مفاهیم برای هستی‌شناسی‌های اختصاصی‌تر در چندین دامنه، به اندازه کافی جامع باشند. در دهه گذشته، بیش از ده هستی‌شناسی بنیادین ایجاد شده‌است، ولی هیچ‌کدام از آن‌ها توسط کاربران گسترده مورد قبول قرار نگرفته‌است.
از نیاز برای یک هستی‌شناسی منفرد همه‌جانبه و فراگیر برای پشتیبانی از تعامل‌پذیری معنایی را می‌توان اجتناب کرد به این شیوه که یک هستی‌شناسی بنیادین مشترک را به صورت مجموعه‌ای از مفاهیم اساسی («ابتدایی») طراحی کرد و از آن‌ها را ترکیب کرد تا توصیف منطقی معانی اصطلاحات را ساخت که در هستی‌شناسی‌های با دامنه محلی یا پایگاه‌های داده محلی استفاده شده‌اند. این فن بر اساس این اصل است که:
اگر:
```
(۱) معنی و استفاده از عناصر هستی‌شناسی اصلی در هستی‌شناسی بنیادین مورد توافق است، و

(۲) عناصر هستی‌شناسی در هستی‌شناسی‌های دامنه‌ای به صورت ترکیب منطقی عناصر در هستی‌شناسی بنیادین ساخته می‌شود

```

آنوقت:
```
معنی مورد نظر برای عناصر هستی‌شناسی دامنه به وسیله یک استدلال‌گر FOL (منطق مرتبه اول) می‌تواند به صورت خودکار محاسبه گردد، توسط هر سامانه‌ای که معنی آن عناصر موجود در هستی‌شناسی بنیادین را می‌پذیرد، و هم مشخصات هستی‌شناسی بنیادین و مشخصات منطقی عناصر موجود در هستی‌شناسی دامنه را دارد.

```

بنابراین:
```
هر سامانه‌ای که می‌خواهد به صورت دقیق با دیگر سامانهٔ دیگری تعامل کند نیاز دارد تا تنها داده‌ای که منتقل می‌شود، و نیز توصیف منطقی اصطلاحات استفاده شده در آن داده، که به صورت محلی ساخته شده‌است، و هنوز در هستی‌شناسی بنیادین مشترک موجود نیست را منتقل کند.

```

این فن آنوقت نیاز به توفق قبلی روی معانی را به تنها آن عناصر هستی‌شناسی در هستی‌شناسی بنیادین مشترک (FO) محدودسازی می‌کند. بر اساس ملاحظاتی، این هستی‌شناسی احتمالاً کمتر از ۱۰ هزار عنصر دارد (شامل نوع و رابطه).
در عمل، همراه با FO که روی نمایش مفاهیم اساسی متمرکز است، مجموعه‌ای هستی‌شناسی‌های گسترش‌یافته دامنه‌ای برای آن FO با عناصری که توسط عناصر FO تعیین شده‌اند احتمالاً استفاده می‌شوند. این گسترش‌های از قبل موجود، هزینه ایجاد هستی‌شناسی‌های دامنه‌ای را از طریق تهیه عناصر موجود با معنی مورد انتظار ساده‌سازی می‌کند، و شانس خطا را نیز کاهش می‌دهد زیرا از عناصری استفاده می‌کند که از قبل آزمون شده‌اند. هستی‌شناسی‌های دامنه‌ای ممکن است از نظر منطقی با هم ناسازگار باشند، و اگر گسترش‌های دامنه‌ای در هر ارتباطی استفاده شوند، این موضوع باید به آن رسیدگی شود.
اینکه آیا استفاده از چنین هستی‌شناسی بنیادین منفردی می‌تواند توسط فنون تناظر پیچیده در بین هستی‌شناسی‌های مستقل تولیدشده جلوگیری شود، تحت بررسی است.

## اهمیت
اهمیت عملی تعامل‌پذیری معنایی توسط مطالعه‌های زیادی اندازگیری شده‌است، که این مطالعه‌ها هزینه (در قالب بهره‌وری از دست رفته) را که به دلیل فقدان تعامل‌پذیری معنایی رخ می‌دهد تخمین می‌زند. یکی از این مطالعات که روی بهره‌وری از دست رفته در انتقال اطلاعات سلامت متمرکز است، تخمین زده‌است که ۷۷٫۸ میلیارد دلار آمریکا در سال را می‌توان توسط پیاده‌سازی استاندارد تعامل‌پذیری مؤثر در آن زمینه حفظ نمود. مطالعات دیگری در صنعت تولید، و زنجیره تأمین ساخت خودرو تخمین زده‌است که هزینه‌ای بالای ۱۰ میلیارد دلار آمریکا در سال به دلیل فقدان تعامل‌پذیری معنایی در این صنایع وجود دارد. در کل این اعداد را می‌توان برون‌یابی کرد تا نشان داد که بالای ۱۰۰ میلیارد دلار آمریکا در سال به دلیل فقدان استاندارد تعامل‌پذیری معنایی که به صورت گسترده مورد قبول باشد، فقط در آمریکا از بین می‌رود.
مطالعه‌ای دربارهٔ هر زمینه سیاسی که پیشنهاد حفظ هزینه بزرگ با اعمال استانداردهای تعامل‌پذیری معنایی را پیشنهاد بدهد وجود ندارد. اما برای آنکه ببینید کدام زمینه سیاسی توانایی بهره‌بردن از تعامل‌پذیری معنایی را دارد، تعامل‌پذیری به صورت کلی را ببینید. این زمینه‌های سیاسی «دولت الکترونیک»، سلامت، امنیت، و بسیاری دیگر است. اتحادیه اروپا در ژوئن سال 2007 تعامل‌پذیری معنایی مرکزی اروپا را ایجاد کرد.